# ZZ Top’s First Album
ZZ Top’s First Album ist das Debütalbum der amerikanischen Bluesrock-Band ZZ Top. Es erschien im Januar 1971 bei London Records, in Nordamerika wurde das Album von Warner veröffentlicht. Weder die vorab veröffentlichte Single (Somebody Else Been) Shakin’ Your Tree noch das Album selbst konnten sich in den Charts platzieren.

## Wissenswertes
Billy Gibbons und Manager Bill Ham hatten im Frühjahr 1970 die Gründungsbesetzung von ZZ Top ausgetauscht und zuerst Schlagzeuger Frank Beard und danach Bassist Dusty Hill engagiert. Beide waren die Wunschkandidaten von Gibbons. Die Aufnahmen fanden im Brians Recording Studio in Tyler, Texas, statt und kosteten 12.000 US-Dollar. Das Album wurde von Manager Bill Ham produziert, der sich zugleich bei einigen Liedern am Songwriting beteiligte. Billy Gibbons sagte später, dass der Hauptgrund für die Aufnahme des Albums war, dass die Band die Möglichkeit hatte, es bei dem gleichen Plattenlabel zu veröffentlichen, bei dem auch die Rolling Stones unter Vertrag standen. Die Band blieb nach Meinung von Gibbons ihren Wurzeln treu und nahm ein Bluesrock-Album auf, das von Bands wie The Animals, The Beatles, The Kinks oder The Who beeinflusst war.
1985 wurde das Album für die CD-Version neu bearbeitet.

## Titelliste
1. (Somebody Else Been) Shaking Your Tree (Gibbons) – 2:32
2. Brown Sugar (Gibbons) – 5:22
3. Squank (Gibbons, Ham, Hill) – 2:46
4. Goin' Down to Mexico (Gibbons, Ham, Hill) – 3:26
5. Old Man (Beard, Gibbons, Hill) – 3:23
6. Neighbor, Neighbor (Gibbons) – 2:18
7. Certified Blues (Beard, Gibbons, Ham) – 3:25
8. Bedroom Thang (Gibbons) – 4:37
9. Just Got Back from Baby’s (Gibbons, Ham) – 4:07
10. Backdoor Love Affair (Gibbons, Ham) – 3:20

## Rezeption
In einem zeitgenössischen Review im Billboard Magazine wird die Band als „heiße Rockband mit Blues-Anleihen“ bezeichnet, das als Single veröffentlichte (Somebody Else Been) Shaking Your Tree und das Stück Brown Sugar seien ein Pluspunkt für das Album und zeigten Gibbons klassischen Bluesgesang. Andere Rezensenten bezeichneten den Klang des Albums als dumpf und unprofessionell, was Gibbons damit begründete, dass er dem Album eine authentische, bluesige Lo-Fi-Atmosphäre verleihen wollte. Stephen Thomas Erlewine von Allmusic schreibt, dass das Album nicht perfekt sei, aber den Grundstein für den Sound der Band und ihre Einstellung gelegt habe, und nennt es ein „dreckiges kleines Bluesrock-Album“.